# Tophel

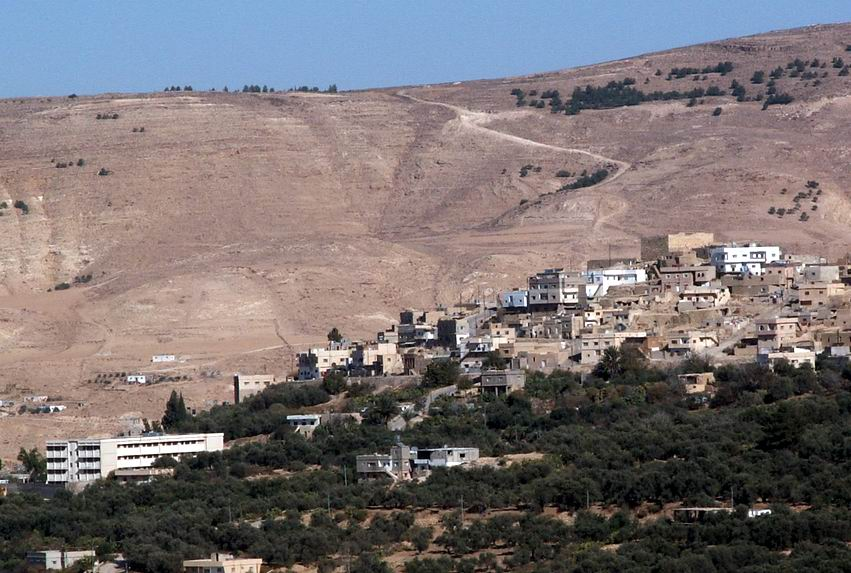

Tophel sau Tofel (תפל), una dintre cetățile regatului Edom menționate în Biblia ebraică: „Acestea sunt cuvintele pe care Moise le-a vorbit tuturor israeliților în deșertul de la est de Iordan — adică în Arabah — vizavi de Suph, între Paran și Tophel, Laban, Hazeroth și Dizahab.” (Deuteronomul 1:1). Este identificat ca Tafilah în Iordania la nord de Petra.